# Palacio de Justicia de los Estados Unidos Jacob Weinberger
El Palacio de Justicia de los Estados Unidos Jacob Weinberger  es un edificio histórico ubicado en San Diego, California. El Palacio de Justicia Jacob Weinberger se encuentra inscrito  en el Registro Nacional de Lugares Históricos desde el 29 de enero de 1975.

## Ubicación
Palacio de Justicia de los Estados Unidos Jacob Weinberger se encuentra dentro del condado de San Diego en las coordenadas 32°42′48″N 117°09′55″O / 32.713333, -117.165278.